# Бат (Нью-Йорк)
Бат (англ. Bath) — місто (англ. town) в США, в окрузі Стубен штату Нью-Йорк. Населення — 11 424 особи (2020).

## Демографія
Згідно з переписом 2010 року, у місті мешкало 12 379 осіб у 5179 домогосподарствах у складі 3039 родин. Було 5822 помешкання
Расовий склад населення:
| - 94,9 % — білих - 2,9 % — чорних або афроамериканців - 0,5 % — азіатів - 0,3 % — корінних американців |

До двох чи більше рас належало 1,2 %. Частка іспаномовних становила 1,2 % від усіх жителів.
За віковим діапазоном населення розподілялося таким чином: 21,5 % — особи молодші 18 років, 60,7 % — особи у віці 18—64 років, 17,8 % — особи у віці 65 років та старші. Медіана віку мешканця становила 43,8 року. На 100 осіб жіночої статі у місті припадало 103,4 чоловіків;  на 100 жінок у віці від 18 років та старших — 101,8 чоловіків також старших 18 років.
Середній дохід на одне домашнє господарство  становив 56 746 доларів США (медіана — 41 176), а середній дохід на одну сім'ю — 60 222 долари (медіана — 53 272). Медіана доходів становила 43 679 доларів для чоловіків та 36 598 доларів для жінок. За межею бідності перебувало 17,3 % осіб, у тому числі 22,5 % дітей у віці до 18 років та 10,4 % осіб у віці 65 років та старших.
Цивільне працевлаштоване населення становило 4721 особа. Основні галузі зайнятості: освіта, охорона здоров'я та соціальна допомога — 31,1 %, виробництво — 16,8 %, роздрібна торгівля — 13,4 %.